# Hentzia whitcombi
Hentzia whitcombi är en spindelart som beskrevs av David B. Richman 1989. Hentzia whitcombi ingår i släktet Hentzia och familjen hoppspindlar. Inga underarter finns listade i Catalogue of Life.